# Berlin-Marathon 2017
| 44. Berlin-Marathon    | 44. Berlin-Marathon        |
| ---------------------- | -------------------------- |
| Stadt                  | Berlin, Deutschland        |
| Datum                  | 24. September 2017         |
| Distanz                | 42,195 Kilometer           |
| Sieger                 |                            |
| Männer                 | Eliud Kipchoge (2:03:32 h) |
| Frauen                 | Gladys Cherono (2:20:23 h) |
| ← Berlin-Marathon 2016 | Berlin-Marathon 2018 →     |
| Website                | Offizielle Website         |

Der Berlin-Marathon 2017 (offiziell: BMW Berlin-Marathon 2017) war die 44. Ausgabe der jährlich stattfindenden Laufveranstaltung in Berlin, Deutschland. Der Marathon fand am 24. September 2017 statt.
Er war der dritte Lauf der World Marathon Majors 2017/18 und hatte das Etikett Gold der IAAF Label Road Races 2017.
Bei den Männern gewann Eliud Kipchoge in 2:03:32 h, bei den Frauen Gladys Cherono in 2:20:23 h.

## Ergebnisse

### Männer
| Platz | Athlet          | Land                   | Zeit (h) |
| ----- | --------------- | ---------------------- | -------- |
| 01    | Eliud Kipchoge  | Kenia                  | 2:03:32  |
| 02    | Guye Adola      | Äthiopien              | 2:03:46  |
| 03    | Mosinet Geremew | Äthiopien              | 2:06:09  |
| 04    | Felix Kandie    | Kenia                  | 2:06:13  |
| 05    | Vincent Kipruto | Kenia                  | 2:06:14  |
| 06    | Yūta Shitara    | Japan                  | 2:09:03  |
| 07    | Hiroaki Sano    | Japan                  | 2:11:24  |
| 08    | Ryan Vail       | Vereinigte Staaten     | 2:12:40  |
| 09    | Liam Adams      | Australien             | 2:12:52  |
| 10    | Jonathan Mellor | Vereinigtes Königreich | 2:12:57  |

### Frauen
| Platz | Athletin          | Land                   | Zeit (h) |
| ----- | ----------------- | ---------------------- | -------- |
| 01    | Gladys Cherono    | Kenia                  | 2:20:23  |
| 02    | Ruti Aga          | Äthiopien              | 2:20:41  |
| 03    | Valary Aiyabei    | Kenia                  | 2:20:53  |
| 04    | Helen Tola        | Äthiopien              | 2:22:51  |
| 05    | Anna Hahner       | Deutschland            | 2:28:32  |
| 06    | Catherine Bertone | Italien                | 2:28:34  |
| 07    | Sonia Samuels     | Vereinigtes Königreich | 2:29:34  |
| 08    | Azucena Díaz      | Spanien                | 2:30:31  |
| 09    | Catarina Ribeiro  | Portugal               | 2:33:13  |
| 10    | Kim Dillen        | Niederlande            | 2:33:24  |